# リラィアブル
株式会社リラィアブル（英: RELIABLE Co., Ltd.）は、北海道釧路市に本社のある企業。「コーチャンフォー」や「リラブ」の複合店などを展開している。

## 事業内容
- 書籍・雑誌販売
- 文具・輸入雑貨販売
- CD・DVD販売
- ミスタードーナツ販売（フランチャイズ加盟）
- ドトールコーヒー販売（フランチャイズ加盟。すでに他社がミスタードーナツのフランチャイズ権取得済みの地域（旭川、北見）へ出店する際に展開している）
- レストラン・カフェ運営（インターリュード[1]）
- 食品（輸入食品）販売（成城石井のオリジナル商品などを取り扱っている[2]）
- CD・DVDレンタル（フランチャイズ加盟）
- ゲームソフト販売（かつては「トレジャーアイランド」の名称で展開していたが、現在はTSUTAYA系列の「GAME TSUTAYA」にフランチャイズ加盟している）
- ダスキン事業（フランチャイズ加盟）
- プレイガイド

## 沿革
- 1978年（昭和53年）：株式会社として法人登記。ミスタードーナツのフランチャイズに加入し、事業スタート。
- 1982年（昭和57年）：ダスキンのフランチャイズに加入し、事業スタート。
- 1990年（平成2年）：蔦屋書店のフランチャイズに加入し、書籍販売、ビデオレンタル事業スタート。
- 1992年（平成4年）：CD販売事業スタート。
- 1994年（平成6年）：蔦屋書店ルート38号店、根室店（現在のリラブルート38号店、根室店）オープン。
- 1995年（平成7年）：ゲームソフト販売事業スタート。
- 1997年（平成9年）：ステーショナリー（文具・雑貨）販売事業スタート。コーチャンフォー美しが丘店オープン。
- 2001年（平成13年）：コーチャンフォー釧路店オープン。
- 2004年（平成16年）：コーチャンフォーミュンヘン大橋店オープン
- 2007年（平成19年）：コーチャンフォー新川通り店オープンし、レストラン&カフェ（インターリュード）事業スタート。
- 2010年（平成22年）：コーチャンフォー旭川店オープン。エムズエクスポ盛岡店のオペレーション・マネジメントのコンサルティングに参画[3]。
- 2011年（平成23年）：コーチャンフォー北見店オープン。
- 2014年（平成26年）：コーチャンフォー若葉台店オープン。
- 2018年（平成30年）：釧路市民文化会館のネーミングライツ（命名権）取得[4][5]。
- 2022年（令和4年）：コーチャンフォーつくば店オープン。

## 店舗
- コーチャンフォー若葉台店 - 東京都稲城市若葉台2丁目9-2
- コーチャンフォーミュンヘン大橋店 - 札幌市豊平区中の島1条13丁目1-1
- コーチャンフォー美しが丘店 - 札幌市清田区美しが丘1条5丁目
- コーチャンフォー新川通り店 - 札幌市北区新川3条18丁目1-1
- コーチャンフォー釧路店 - 釧路市春採7丁目1-24
- コーチャンフォー旭川店 - 旭川市宮前1条2丁目4-1
- コーチャンフォー北見店 - 北見市並木町521
- リラブ運動公園通り店 - 釧路郡釧路町桂木3丁目
- リラブ根室店 - 根室市昭和町4丁目47
- ダスキンリラィアブル - 釧路市春採5丁目16-17
- ダスキンリラィアブル根室店 - 根室市昭和町4丁目47

### かつて存在した店舗
- ミスタードーナツ十字街店 - 1978年（昭和53年）に北海道道24号釧路停車場線（北大通）十字街（旧丸三鶴屋百貨店釧路本店本館向かい。創業者の実父が営んでいた草履屋跡地）の建物に出店していた、リラィアブルによるミスタードーナツのフランチャイズ加盟1号店。日本国内のミスタードーナツの店舗の中で売り上げ日本一を記録したこともあった。その後、1990年（平成2年）に閉店、蔦屋書店運動公園通り店（現在のリラブ運動公園通り店）に移転した。
- ミスタードーナツ釧路ステーションショップ店 - 釧路駅構内の旧日本レストランエンタプライズ（にっしょく）釧路店跡にテナント入居し、23:00まで営業していた。2000年代中期に閉店した。
- ミスタードーナツ釧路駅サテライトショップ店 - 釧路駅の駅舎東端にあり（構内と店内は直接繋がっていなかった）、食事席は無かった。近隣店舗であった釧路ステーションショップ店の改装に伴う店舗統合により、1990年代後半に閉店した。
- 蔦屋書店春採公園通り店 - 1990年代初頭、TSUTAYAのフランチャイズ加盟店（書籍、レンタルビデオ）としてに開店した。2001年（平成13年）、コーチャンフォー釧路店オープンに伴って閉店した。
- サウンドキングス春採公園通り店 - 蔦屋書店春採公園通り店に隣接していた。CDショップ部門の「サウンドキングス」が開業し、後に中古ゲームソフト店の「トレジャーアイランド」も開業したが、「中古ゲームソフト業訴訟問題」の影響などによって閉鎖した。なお、サウンドキングスはコーチャンフォー釧路店オープンに伴って閉店した。
- 丸井今井釧路店書籍フロア - 丸井今井釧路店の前身であった丸三鶴屋の経営者（先代の創業者が丸井今井出身であり、丸井今井の創業者一族と親交があった）たっての希望により、丸井今井としては異例の書籍フロアを設置し、リラィアブルが経営受託する形で出店した。丸井今井釧路店開店と同時期にオープンし、釧路店閉店の前年まで営業していた。
- リラブルート38号店 - 蔦屋書店（TSUTAYA）ルート38号店として1990年代に開業した。2012〜13年頃にTSUTAYAが撤退し、雑誌コーナーが拡張。人口減少の影響を受けており、老朽化に伴う改修工事も必要となるため2023年8月20日に閉店した。2023年10月21日にリサイクルショップ『万代』を居抜きオープンした。